# Janez Aljančič
Janez Aljančič (Lubiana, 29 luglio 1982) è un ex calciatore sloveno, di ruolo difensore.